# 花村覚三郎
花村 覚三郎（はなむら かくさぶろう、1867年5月29日（慶応3年4月26日） - 1952年（昭和27年）4月8日）は、明治から昭和時代の政治家。衆議院議員。

## 経歴
美濃国武儀郡、のちの岐阜県武儀郡東武芸村（武芸村、武芸川町を経て現関市）出身。普通学を修める。
農業を営み（注：戦後の「農業」ではなく、豪農・大地主による農地・山林経営である。特筆すべきは、その所有する山林の広大さであった）、岐阜県会議員、相続税審査委員、所得税調査委員を歴任した。
1908年（明治41年）5月の（満25歳以上で直接国税10円以上を納める男子のみが選挙権を有した）第10回衆議院議員総選挙では岐阜県郡部から出馬し当選。衆議院議員を1期務めた。